# Sekhemrekhutawy Khabaw
Sekhemrekhutawy Khabaw là một vị pharaon Ai Cập cổ đại thuộc giai đoạn đầu vương triều thứ 13 trong thời kỳ Chuyển tiếp thứ Hai. Theo nhà Ai Cập học Kim Ryholt, ông là vị vua thứ 16 của vương triều này, cai trị trong 3 năm từ năm 1775 TCN cho tới năm 1772 TCN. Thomas Schneider lại xác định triều đại của ông là từ năm 1752 TCN cho tới năm 1746 TCN. Mặt khác, Jürgen von Beckerath lại xem ông như là vị vua thứ ba của vương triều này. Vì là một vị vua thuộc giai đoạn đầu vương triều thứ 13, Khabaw sẽ cai trị từ Memphis tới Aswan và có thể là toàn bộ phía Tây đồng bằng châu thổ sông Nile.

## Chứng thực

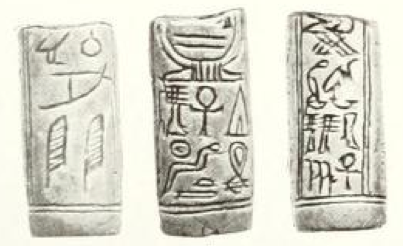
Con dấu hình trụ của Sekhemrekhutawy Khabaw, bảo tàng Petrie UC 11527.

Sekhemrekhutawy Khabaw không được ghi lại trong cuộn giấy cói Turin hay trong bất cứ bản danh sách vua nào. Theo Ryholt, tên của Khabaw mà vốn bị mất trong một đoạn wsf (nghĩa là "khuyết") của cuộn giấy cói Turin đã được ghi lại ở cột thứ 7, hàng thứ 17 của văn kiện này. Người biên soạn bản danh sách vua này vào đầu thời đại Ramesses, đã viết wsf khi văn kiện gốc được ông ta sao chép lại bản danh sách này đã có một vết hổng.
Tuy vậy, Khabaw lại được chứng thực rõ ràng thông qua các phát hiện khảo cổ học. Mảnh vỡ của một acsitrap bằng đá granite đỏ có kích thước 2 foot 6 inch (0,76 m) x 5 foot 11 inch (1,80 m) có mang tên Horus và prenomen của ông đã được phát hiện trong một cuộc khai quật tại Bubastis vào năm 1891 dưới sự chỉ đạo của Édouard Naville đại diện cho Hội nghiên cứu Ai Cập. Khối acsitrap này ngày nay nằm tại Bảo tàng Anh Quốc, dưới số thứ tự BM EA 1100. Một acsitrap khác được phát hiện ở Tanis cho thấy tên của Khabaw cùng với một phần tên gọi của pharaon Hor thuộc vương triều thứ 13. Darrell Baker và Ryholt đề xuất rằng sự kết hợp này có nghĩa rằng Khabaw là con trai của Hor và có thể là người đồng nhiếp chính với ông ta.
Ryholt và Baker tin rằng cả hai acsitrap này có nguồn gốc là từ Memphis. Những acsitrap này có thể đã đến được nơi mà chúng được tìm thấy sau khi vương triều thứ 13 sụp đổ, khi đó người Hyksos đã di chuyển một lượng lớn các công trình kỉ niệm từ Memphis tới Avaris và các thành phố khác của khu vực đồng bằng châu thổ như là Bubastis và Tanis. Mặt khác, các acsitrap này có thể đã nằm lại ở Avaris cho tới tận triều đại của Ramses II, khi vị vua này xây dựng kinh đô của mình tại Pi-Ramesses và sử dụng các vật liệu từ Avaris. Pi-Ramesses sau này đã bị phá hủy dưới thời vương triều thứ 21 và các công trình kỷ niệm của nó đã bị phân tán khắp vùng đồng bằng châu thổ.
Sau cùng, Khabaw đã được chứng thực bởi một con dấu trụ lăn ngày nay nằm tại bảo tàng Petrie (UC 11527), 4 vết dấu niêm phong từ Uronarti và một từ Mirgissa, cả hai nơi này đều là các pháo đài của người Ai Cập ở Nubia.

## Danh tính
Tên nomen của Sekhemrekhutawy Khabaw chưa được biết rõ và do đó danh tính của ông vẫn chưa hoàn toàn được xác định. Ryholt đã đề xuất rằng tên nomen của Khabaw có thể là "Sobek", vì tên nomen này đã được chứng thực từ một hiện vật mà chắc hẳn phải thuộc về một vị vua thuộc giai đoạn nửa đầu vương triều thứ 13. Chỉ có hai vị vua thuộc giai đoạn này mà tên nomen của họ chưa được biết rõ: Khabaw và Nerikare. Do đó "Sobek" có thể là tên nomen của Khabaw.
Mặt khác, Jürgen von Beckerath đồng nhất tên nomen của Khabaw là Pantjeny, do đó cho rằng Khabaw chính là Sekhemrekhutawy Pantjeny, mặt khác vị vua này chỉ được chứng thực bởi một tấm bia đá duy nhất. Tuy nhiên, giả thuyết này đã bị bác bỏ thông qua một nghiên cứu gần đây đối với tấm bia đá này của Marcel Marée. Marée chỉ ra rằng tấm bia đá này được tao ra từ cùng phân xưởng (và có thể là cùng một người) mà đã tạo ra các tấm bia đá của Wepwawetemsaf và Rahotep. Niên đại của Rahotep đã được xác định một cách vững chắc là vào giai đoạn đầu vương triều thứ 17 khoảng năm 1580 TCN và do đó Pantjeny phải cai trị vào khoảng năm 1600 TCN, có thể là vào giai đoạn cuối của vương triều thứ 16. Mặt khác, Pantjeny có thể là một thành viên của vương triều Abydos đã cai trị miền Trung Ai Cập vào khoả năm 1650 TCN cho tới tận năm 1600 TCN.
Wolfgang Helck và Stephen Quirke đồng nhất Sekhemrekhutawy Khabaw với Sekhemrekhutawy Sobekhotep, ông ta được gọi là Sobekhotep I hoặc Sobekhotep II tùy theo các học giả. Giả thuyết này bị cho là sai lầm bởi hầu hết các nhà Ai Cập học bao gồm von Beckerath, Detlef Franke, Ryholt và Anthony Spalinger Von Beckerath và Franke chỉ ra rằng mặc dù cả hai vị vua này có cùng tên ngai, những tên gọi khác của họ lại khác biệt hoàn toàn. Spalinger lập luận rằng các ghi chép về mực nước sông Nile ở Nubia liên quan tới Sekhemrekhutawy Sobekhotep và không thể được quy cho Khabaw. Đáp trả lại những lý lẽ này, Stephen Quirke chỉ ra rằng tên Horus và tên vàng của Sekhemrekhutawy Sobekhotep được biết đến nhờ vào một khối đá duy nhất từ Medamud, sự quy kết của điều này lại không hoàn toàn chắc chắn.